# Oleksandr Rjabokon'
Oleksandr Dmytrovyč Rjabokon' (in ucraino Олександр Дмитрович Рябоконь?; Kiev, 21 febbraio 1964) è un ex calciatore e allenatore di calcio ucraino.

## Carriera da giocatore
Ha iniziato la sua carriera come giocatore del Desna Černihiv. Ha trascorso la stagione 1982 in cui ha vinto la medaglia d'argento del campionato della SSR ucraina tra le squadre della terza divisione sovietica nel 1982. La stagione, seguente ha prestato servizio nell'esercito.

## Carriera da allenatore
Dopo essersi ritirato dal calcio, ha iniziato a lavorare come assistente tecnico nel 1998, primo nel Borysfen, poi nel Prykarpattja.

### FC Borysfen Boryspil'
Nel 2000, Rjabokon' è diventato l'allenatore dell'FC Borysfen Boryspil'.

### Squadra nazionale under 19 Ucraina
Nella stagione 2001-2002, è stato nominato allenatore della Nazionale ucraina Under-19.

### FC Dinamo Minsk
Nella stagione 2005–2006 è stato nominato allenatore della Dinamo Minsk in Bielorussia portandola al secondo posto nella Vyšėjšaja Liha 2005.

### FC L'viv
Alla fine di giugno 2010, Rjabokon' è diventato il nuovo allenatore del FC L'viv nella seconda divisione ucraina.

### Desna Černihiv
Nel 2012, è tornato al Desna Černihiv, dove ha iniziato la sua carriera come giocatore e ha portato il club nei quarti di finale della Coppa d'Ucraina nella stagione 2013-2014 per la prima volta nella sua storia. Ha ottenuto, al termine della stagione 2017-2018, la promozione in Prem"jer-liha, dopo aver battuto lo Zirka agli spareggi.

## Palmarès

### Come giocatore
- Desna Černihiv - Medaglia d'argento al campionato della SSR ucraina : 1982 .
- SKA Kiev - Medaglia d'oro del campionato ucraino SSR nel 1983
- Sirius Kryvyj Rih - Vincitore della Lega di transizione dell'Ucraina: 1993/94.
- Tarpeda Mahilëŭ - Finalista della Coppa di Bielorussia : 1994/95.
- Prima lega ucraina : 2017–18 con Desna Černihiv
- Secondo classificato ucraino : 2016–17 con Desna Černihiv
- Secondo classificato bielorusso della Premier League : 2005 con la Dinamo Minsk
- Secondo classificato ucraino della prima lega : 2002-2003 con Borysfen Boryspil'

### Individuale
- Allenatore del mese di settembre della Premier League ucraina nella stagione 2019-20 con Desna Černihiv
- Allenatore del mese di marzo della Premier League ucraina nella stagione 2019-2020 con Desna Černihiv
- Miglior allenatore della prima lega ucraina nella stagione 2016-2017 con Desna Černihiv